# James Newton Howard
James Newton Howard (ur. 9 czerwca 1951 w Los Angeles) – amerykański kompozytor muzyki filmowej. Wielokrotnie nominowany do Nagrody Akademii Filmowej.

## Życiorys

### Młodość i kariera
Howard urodził się w Los Angeles. Przez całą swoją karierę kompozytora/autora piosenek, napisał muzykę do filmów o różnym stylu i gatunkach, otrzymując wiele nagród i nominacji. Zaczął uczyć się muzyki już jako dziecko i chodził do Thacher School w Olay, Music Academy of the West w Santa Barbara i ćwiczył granie na fortepianie na USC w Kalifornii. Po ukończeniu studiów, Howard dołączył do zespołu Eltona Johna na przełomie lat 70. i 80. Aranżował także smyczki do piosenek Don't Go Breaking My Heart i Sorry Seems To Be The Hardest Word. Grał również jako drugi klawiszowiec do kilku albumów Eltona takich jak Rock of The Westies (1975), Blue Moves (1976), 21 At 33 (1980) i The Fox (1981). Po koncertowaniu z Johnem, Howard podjął współpracę z Crosby, Stills and Nash, zanim zajął się tworzeniem muzyki filmowej w połowie lat 80. Następnie na krótko wrócił do współpracy z Eltonem Johnem podczas jego trasy koncertowej w Australii w grudniu 1987 – Howard prowadził orkiestrę wykonującą jego i Paula Buchmastera symfoniczne aranżacje utworów Johna. (Interesujące, zwłaszcza, że większość soundtracków Howarda jest dyrygowana przez innych).
Był krótko mężem Rosanny Arquette (1986-87).

### Lata 90.
Howard napisał muzykę do przeboju kinowego Pretty Woman i otrzymał swoją pierwszą nominację do Oscara za film Książę przypływów. Budując nastrój dla wielu filmów przez dekadę umiejętności Howarda objęły mnóstwo filmów różnych gatunków, wliczając w to nominowane do Oscarów ścieżki dźwiękowego do sensacyjnego Ściganego, komedii romantycznej Mój chłopak się żeni, horroru Osada, thrillera Michael Clayton i wojennego Oporu. W międzyczasie napisał też muzykę do westernu Wyatt Earp, przygodowego Wodnego świata i dramatu sądowego Lęk pierwotny. Jego współpraca przy utworach z filmów Junior i Szczęśliwy dzień przyniosły mu nominacje do Oscarów za najlepszą piosenkę. Pisał kompozycję do skromnych filmów takich jak Dzielnica pięciu narożników, Glengarry Glen Ross i Serce Ameryki oraz wysokobudżetowych, hollywoodzkich produkcji jak: Kosmiczny mecz, Góra Dantego (tylko tematy – muzykę napisał John Frizzell) i Zakładnik. Napisał też muzykę do trzech filmów animowanych Disneya: Dinozaur, Atlantyda – Zaginiony ląd i Planeta skarbów. Choć skupiał się głównie na muzyce do filmów, Howard tworzył też kompozycje dla telewizji otrzymując nominację do Emmy za motyw przewodni do hitu NBC Ostry dyżur; napisał też muzykę do Gliniarza z dżungli.
W 1991 roku ożenił się z Sofią i byli małżeństwem przez 15 lat.

### Po 2000
Howard stał się jednym z najbardziej rozpoznawalnych kompozytorów muzyki filmowej. 14 października 2005 roku oficjalnie ogłoszono, że zastąpi on Howarda Shora jako kompozytora filmu Petera Jacksona King Kong. Skutkiem tego Howard otrzymał swoją pierwszą nominację do Złotego Globu za najlepszą muzykę. Współpracował także z Hansem Zimmerem przy kasowym hicie Batman – Początek i jego sequelu Mroczny Rycerz. Jego najnowsze prace to: Zdarzenie, Michael Clayton, Krwawy diament, Wojna Charliego Wilsona i Jestem legendą. Krążyły plotki, które zostały potwierdzone, że Howard napisze muzykę do najnowszego filmu M. Night Shyamalana opartego na serialu Nickelodeona Ostatni władca wiatru.

## Dyskografia i filmografia
| Rok  | Tytuł                                         |
| ---- | --------------------------------------------- |
| 1974 | James Newton Howard                           |
| 1983 | James Newton Howard and Friends               |
| 1985 | W pogoni za szczęściem                        |
| 1989 | Pierwsza liga                                 |
| 1990 | Linia życia                                   |
| 1991 | Za wcześnie umierać                           |
| 1991 | Wielki Kanion                                 |
| 1991 | Człowiek z księżyca                           |
| 1991 | Czarna lista Hollywood                        |
| 1991 | Moja dziewczyna                               |
| 1991 | Książę przypływów (nominacja do Oscara)       |
| 1993 | Upadek                                        |
| 1993 | Dave                                          |
| 1993 | Ścigany (nominacja do Oscara)                 |
| 1993 | Alive, dramat w Andach                        |
| 1994 | Junior (nominacja do Oscara)                  |
| 1994 | Wyatt Earp                                    |
| 1995 | W słusznej sprawie                            |
| 1995 | Wodny świat                                   |
| 1995 | Epidemia                                      |
| 1995 | Czas przemian                                 |
| 1996 | Lęk pierwotny                                 |
| 1996 | Kosmiczny mecz                                |
| 1997 | Adwokat diabła                                |
| 1997 | Mój chłopak się żeni (nominacja do Oscara)    |
| 1997 | Wysłannik przyszłości                         |
| 1998 | Morderstwo doskonałe                          |
| 1998 | Opętanie                                      |
| 1999 | Szósty zmysł                                  |
| 1999 | Cedry pod śniegiem                            |
| 1999 | Wayward Son                                   |
| 2000 | Dinozaur                                      |
| 2000 | Niezniszczalny                                |
| 2000 | Granice wytrzymałości                         |
| 2001 | Atlantyda. Zaginiony ląd                      |
| 2002 | Klub Imperatora                               |
| 2002 | Znaki                                         |
| 2002 | Planeta skarbów                               |
| 2002 | Wielkie kłopoty                               |
| 2003 | Piotruś Pan                                   |
| 2003 | Łowca snów                                    |
| 2004 | Hidalgo – ocean ognia                         |
| 2004 | Osada (nominacja do Oscara)                   |
| 2004 | Zakładnik                                     |
| 2005 | Tłumaczka                                     |
| 2005 | Batman: Początek (wraz z Hansem Zimmerem)     |
| 2005 | King Kong                                     |
| 2006 | Kolor zbrodni                                 |
| 2006 | Kobieta w błękitnej wodzie                    |
| 2006 | Krwawy diament                                |
| 2007 | Świadek bez pamięci                           |
| 2007 | Jestem legendą                                |
| 2007 | Michael Clayton (nominacja do Oscara)         |
| 2007 | Wojna Charliego Wilsona                       |
| 2007 | The Great Debaters                            |
| 2007 | Koń wodny: Legenda głębin                     |
| 2008 | Zdarzenie                                     |
| 2008 | Mroczny Rycerz (wraz z Hansem Zimmerem)       |
| 2008 | Opór (nominacja do Oscara)                    |
| 2009 | Gra dla dwojga                                |
| 2009 | Wyznania zakupoholiczki                       |
| 2010 | Niania i wielkie bum                          |
| 2010 | Salt                                          |
| 2010 | Ostatni władca wiatru                         |
| 2010 | Inhale                                        |
| 2010 | Miłość i inne używki                          |
| 2011 | Green Lantern                                 |
| 2011 | Woda dla słoni                                |
| 2011 | The Green Hornet 3D                           |
| 2011 | Gnomeo i Julia                                |
| 2011 | Larry Crowne                                  |
| 2012 | Igrzyska śmierci                              |
| 2012 | Królewna Śnieżka i Łowca                      |
| 2012 | Dziedzictwo Bourne’a                          |
| 2013 | Igrzyska śmierci: W pierścieniu ognia         |
| 2014 | Igrzyska śmierci: Kosogłos. Część 1           |
| 2015 | Igrzyska śmierci: Kosogłos. Część 2           |
| 2016 | Fantastyczne zwierzęta i jak je znaleźć       |
| 2018 | Czerwona jaskółka                             |
| 2018 | Fantastyczne zwierzęta: Zbrodnie Grindelwalda |

## Nagrody i wyróżnienia
Opracowano na podstawie materiału źródłowego.
- 2009 Grammy Award w kategorii Best Score Soundtrack Album for Motion Picture za muzykę do filmu Mroczny Rycerz
- 2009 Critics Choice Awards w kategorii Best Original Score za muzykę do filmu Mroczny Rycerz
- 2008 Classical Brit Awards w kategorii Soundtrack of the Year za muzykę do filmu Krwawy diament
- 2001 Emmy Award w kategorii Outstanding Main Title Theme Music za muzykę do serialu Gideon's Crossing